# Diversity
A Diversity egy kizárólag férfiakból álló utcai táncos társulat, akik akkor lettek igazán híresek, mikor 2009 májusban megnyerték a Britain’s Got Talent 3. sorozatának a döntőjét. A csoport 2007-ben jött létre, tagjai eredetileg Kelet-Londonban (Dagenhamben, Leytonstone-ban) és Essexben laktak. A csapatot három testvérpár és négy barátjuk alkotja. Többen közülük még iskolába vagy egyetemre járnak, de az idősebb tagok között van informatikai rendszermérnök, fürdőszoba-szerelő és értékesítő is. Első aktív évükben megnyerték a Brit Nemzeti Utcatánc versenyt.
Vezetőjük, aki Ashley Banjo fizikus egyetemi hallgató és koreográfus, a következőket mondta "14 éves korom óta tanulok saját magam különböző eljárásokat, és emiatt lettem koreográfus."  A csoport megerősítette azokat a híreket, melyek alapján július 5-én részt vesznek a Hyde Parkban a Wireless zenei fesztiválon.

## Tagok
A 12–25 év közötti tagok a Britain's Got Talent felvétele alatt Ashley és Jordan Banjo, Mitchell és Sam Craske, Ike Ezekwugo, Perri Luc Kiely, Ian, Jamie és Matthew McNaughton, Warren Russell és Terry Smith voltak .

## Britain's Got Talent
A csoport elindult a Britain's Got Talent harmadik évadában, és megnyerte ezt a versenyt. A zsűrinek nagyon tetszett az előadásuk, és Amanda Holden ezt mondta: "Ez a műsor éppen azért briliáns, mert mikor már azt gondolom, hogy mindent láttam, és már semmi nem lehet jobb, akkor jöttök ti." Piers Morgan azt mondta, a koreográfus zseni, és azt mondta, a Diversity "már a csúcson van, a legjobb táncosok közé tartoznak, akiket valaha láttunk".
A Diversity a május 24-i elődöntőben szerepelt, de itt a nézők szavazata alapján Susan Boyle nyert, és a zsűri a Diversity és Natalie Okri közül dönthette el, ki jut még be a döntőbe. Itt a Diversityt választották, így ők jutottak a május 30-i szombati döntőbe.
A 2009. május 30-i két előadás közül a másodikban a Diversity Susan Boyle-lal és Julian Smith-szel közösen bejutott a legjobb három közé. Miután Julian Smithről kiderült hogy harmadik lett, az is világossá vált, hogy a fogadóirodák által jegyzett 16/1-hez arány ellenére a Diversity  a szavazatok 24,9%-ával megnyerte a versenyt. Boyle utána azt mondta a Diversityre, hogy 'A legjobb emberek nyertek.' Az este folyamán korábban Simon Cowell azt mondta, a Diversity produkciója volt az egyetlen, melyre tízből tíz pontot adna.

## A Britain'S Got Talent után
A versenyt megnyerő csoport decemberben a királynő előtt fog szerepelni a Royal Variety Showban.
A Diversity a Britain’S Got Talentben ellene induló Flawless csoporttal és az előző versenyt megnyerő George Sampsonnal szerepelni fog a StreetDance brit 3D-sfilmben. A filmet előreláthatólag 2010 végén mutatják majd be.
A csoport szerepelt a Larry King Live 2009. június 6-i műsorában, ahol további terveikről beszéltek.

## Fordítás
- Ez a szócikk részben vagy egészben  a   Diversity (dance troupe) című angol Wikipédia-szócikk ezen változatának fordításán alapul.  Az eredeti cikk szerkesztőit annak laptörténete sorolja fel. Ez a jelzés csupán a megfogalmazás eredetét és a szerzői jogokat jelzi, nem szolgál a cikkben szereplő információk forrásmegjelöléseként.